# Лі Дон Су
Лі Дон Су (кор. 이 동수; нар. 7 червня 1974, Сеул, Республіка Корея) — південнокорейський бадмінтоніст, олімпійський медаліст, призер чемпіонатів світу.

## Спортивні досягнення
Срібний призер літніх Олімпійських ігор 2004 року в Афінах та літніх Олімпійських ігор 2000 року в Сіднеї в чоловічому парному розряді разом з Ю Йонсоном. 17 місце на літніх Олімпійських іграх 2000 року в міксті. 
Срібний призер чемпіонату світу 1999 року та бронзовий призер чемпіонату світу 1997 року в чоловічому парному розряді разом з Ю Йонсоном.